# Lasse Boesen
Lasse Motzkus Boesen (født 18. september 1979 i Vamdrup) er en tidligere dansk håndboldspiller. Han stoppede sin aktive karriere efter sæsonen 14/15, hvor han spillede for KIF Kolding København. Boesen er højrehåndet bagspiller og har primært spillet som venstre back, men han har også i flere tilfælde spillet playmaker og højre back samt i visse tilfælde venstre fløj.
I forbindelse med hans karrierestop blev der spillet en Testimonial Match med et hold bestående af Lasses All Stars og et hold bestående af så vidt muligt guldholdet fra EM 2008.
Boesen er blevet assistent-træner for liga oprykkerne fra Grindsted.

## Biografi
Lasse Boesen er født og opvokset i Hjarup mellem Vamdrup og Kolding. Han er søn af Jens og Vita Boesen og har søstrene Line og Mia.
Sin uddannelse tog han på først Skanderup/Hjarup Forbundsskole (1986-1993), dernæst på Kolding Realskole (1993-1996) og til sidst på Kolding Købmandsskoles håndboldlinje som Team Danmark-elev (1996-2000), før han blev elev ved Autocentralen i Kolding (2000-2002).
Han er gift med tidligere håndboldspiller Lene Motzkus, som han har børnene Pelle og Tilde med. 
Lasse Boesen indledte sin håndboldkarriere i Kolding IF og har spillet i sin karriere spillet i spanske og tyske storklubber, inden han i 2011 vendte tilbage til sin barndomsklub i Kolding. 
Han har i næsten ti år spillet på det danske landshold, hvor han opnåede 159 kampe og scorede 406 mål, inden han efter OL i London 2012, hvor han oprindelig var reserve, men blev hentet ind efter tre kampe, valgte at indstille sin landsholdskarriere.

## Karriere
Følgende klubber har haft Lasse Boesen spillende:
- KIF Håndbold (indtil 2002)
- Portland San Antonio (2002-2006)
- KIF Kolding (2006-2007)
- TBV Lemgo (2007-2008)
- Flensburg-Handewitt (2008-2011)
- KIF Kolding København (2011-)

### Landskampe
På landsholdet har Boesen opnået følgende:
- U-landsholdet: 19 kampe, 59 mål
- A-landsholdet: 159 kampe, 406 mål

### Titler
I sin håndboldkarriere har Lasse Boesen opnået følgende titler:
- DM 2000, 2001, 2002, 2014, 2015
- Pokalmester 1998, 2000, 2014
- EHF Pokal 2003
- Spansk mester 2005
- VM-bronze 2007
- EM-guld 2008
- VM-sølv 2011

## Hand the ball
Hand the ball er en velgørenhedsorganisation, der arbejder for at fremme vilkårene for gadebørn i Kenya og Tanzania igennem fysisk aktivitet centreret omkring leg med bold. Hand the ball tager sit udgangspunkt i en inklusionspædagogisk tilgang, hvor det handler om at skabe stærke sammenhold på tværs af etnicitet og køn igennem et særligt udviklet aktivitetskoncept med streethåndbolden som omdrejningspunkt. Hand the ball blev stiftet i 2013 af Lasse Boesen, Erik Junge Madsen og Ole Bruun Andersen, der alle har en baggrund som håndboldspillere og trænere.[kilde mangler] Fonden har sin base i Nairobi, Kenya og har netop startet et nyt fokusområde op i Arusha, Tanzania.[kilde mangler]